# Hockey sur glace aux Jeux olympiques de 1936
Navigation
Lake Placid 1932 Saint-Moritz 1948
Le tournoi de hockey sur glace des Jeux olympiques d'hiver de 1936 a lieu à Garmisch-Partenkirchen en Allemagne. Le résultat des Jeux compte compté pour le classement du dixième championnat du monde et du vingt-et-unième championnat d'Europe.

## Podium
Cette section présente le podium de la compétition et la composition des équipes.

## Contexte

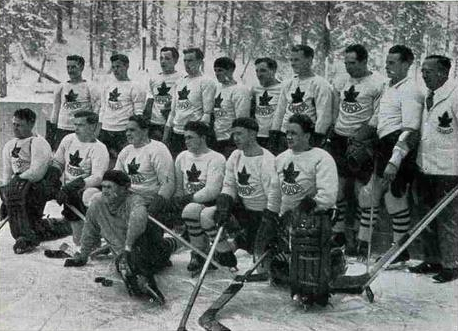
L'équipe du Canada aux Jeux olympiques de 1936.

Alors que l'édition précédente ne compte que quatre équipes, neuf nouvelles nations participent à la compétition et quatre groupes sont alors mis en place :
| Groupe A | Groupe B   | Groupe C        | Groupe D        |
| -------- | ---------- | --------------- | --------------- |
| Autriche | Allemagne  | Belgique        | Grande-Bretagne |
| Canada   | États-Unis | France          | Japon           |
| Lettonie | Italie     | Hongrie         | Suède           |
| Pologne  | Suisse     | Tchécoslovaquie |                 |

## Première phase
Les deux premiers de chaque groupe sont qualifiés pour la phase suivante.
| Date      | Équipe 1 | Score                | Équipe 2 |
| --------- | -------- | -------------------- | -------- |
| 6 février | Canada   | 8-1 (5-0, 2-1, 1-0)  | Pologne  |
| 7 février | Canada   | 11-0 (2-0, 3-0, 6-0) | Lettonie |
| 7 février | Autriche | 2-1 (0-0, 0-0, 2-1)  | Pologne  |
| 8 février | Canada   | 5-2 (4-0, 1-2, 0-0)  | Autriche |
| 8 février | Pologne  | 2-1 (1-0, 4-0, 4-2)  | Lettonie |
| 9 février | Autriche | 7-1 (4-0, 0-0, 3-1)  | Lettonie |

| Clt   | Équipe   | PJ | V | D | N | BP | BC | Diff | Pts |
| ----- | -------- | -- | - | - | - | -- | -- | ---- | --- |
| +001, | Canada   | 3  | 3 | 0 | 0 | 24 | 3  | +21  | 6   |
| +002, | Autriche | 3  | 2 | 1 | 0 | 11 | 7  | +4   | 4   |
| +003, | Pologne  | 3  | 1 | 2 | 0 | 10 | 12 | -2   | 2   |
| +004, | Lettonie | 3  | 0 | 3 | 0 | 3  | 27 | -24  | 0   |

| Date      | Équipe 1   | Score               | Équipe 2   |
| --------- | ---------- | ------------------- | ---------- |
| 6 février | Allemagne  | 0-1 (0-1, 0-0, 0-0) | États-Unis |
| 7 février | États-Unis | 3-0                 | Suisse     |
| 7 février | Allemagne  | 3-0                 | Italie     |
| 8 février | Allemagne  | 2-0                 | Suisse     |
| 8 février | États-Unis | 1-2 (Pro)           | Italie     |
| 9 février | Suisse     | 1-0                 | Italie     |

| Clt   | Équipe     | PJ | V | D | N | BP | BC | Diff | Pts |
| ----- | ---------- | -- | - | - | - | -- | -- | ---- | --- |
| +001, | Allemagne  | 3  | 2 | 1 | 0 | 5  | 1  | +4   | 4   |
| +002, | États-Unis | 3  | 2 | 1 | 0 | 5  | 2  | +3   | 4   |
| +003, | Italie     | 3  | 1 | 2 | 0 | 2  | 5  | -3   | 2   |
| +004, | Suisse     | 3  | 1 | 2 | 0 | 1  | 5  | -4   | 2   |

| Date      | Équipe 1        | Score     | Équipe 2 |
| --------- | --------------- | --------- | -------- |
| 6 février | Hongrie         | 11-2      | Belgique |
| 7 février | Tchécoslovaquie | 5-0       | Belgique |
| 7 février | Hongrie         | 3-0       | France   |
| 8 février | Tchécoslovaquie | 3-0       | Hongrie  |
| 8 février | France          | 4-2 (Pro) | Belgique |
| 9 février | Tchécoslovaquie | 2-0       | France   |

| Clt   | Équipe          | PJ | V | D | N | BP | BC | Diff | Pts |
| ----- | --------------- | -- | - | - | - | -- | -- | ---- | --- |
| +001, | Tchécoslovaquie | 3  | 3 | 0 | 0 | 10 | 0  | +10  | 6   |
| +002, | Hongrie         | 3  | 2 | 1 | 0 | 14 | 5  | +9   | 4   |
| +003, | France          | 3  | 1 | 2 | 0 | 4  | 7  | -3   | 2   |
| +004, | Belgique        | 3  | 0 | 3 | 0 | 4  | 20 | -16  | 0   |

| Date      | Équipe 1        | Score | Équipe 2 |
| --------- | --------------- | ----- | -------- |
| 6 février | Grande-Bretagne | 1-0   | Suède    |
| 7 février | Grande-Bretagne | 3-0   | Japon    |
| 8 février | Suède           | 2-0   | Japon    |

| Clt   | Équipe          | PJ | V | D | N | BP | BC | Diff | Pts |
| ----- | --------------- | -- | - | - | - | -- | -- | ---- | --- |
| +001, | Grande-Bretagne | 2  | 2 | 0 | 0 | 4  | 0  | +4   | 4   |
| +002, | Suède           | 2  | 1 | 1 | 0 | 2  | 1  | +1   | 2   |
| +003, | Japon           | 2  | 0 | 2 | 0 | 0  | 5  | -5   | 0   |

## Seconde phase
Les deux premiers de chaque groupe sont qualifiés pour la phase finale.

### Groupe E
11 février
- Allemagne 2-1 Hongrie
- Grande-Bretagne 2-1 Canada...(le score de la rencontre sera déterminant pour le classement final olympique...).

12 février
- Allemagne 1-1 Grande-Bretagne après prolongation
- Canada 15-0 Hongrie

13 février
- Grande-Bretagne 5-1 Hongrie
- Allemagne 2 - 6 Canada

| Clt   | Équipe          | PJ | V | D | N | BP | BC | Diff | Pts |
| ----- | --------------- | -- | - | - | - | -- | -- | ---- | --- |
| +001, | Grande-Bretagne | 3  | 2 | 0 | 1 | 8  | 3  | +5   | 5   |
| +002, | Canada          | 3  | 2 | 1 | 0 | 22 | 4  | +18  | 4   |
| +003, | Allemagne       | 3  | 1 | 1 | 1 | 5  | 8  | -3   | 3   |
| +004, | Hongrie         | 3  | 0 | 3 | 0 | 2  | 22 | -20  | 0   |

- Qualifié pour la suite de la compétition

### Groupe F
11 février
- États-Unis 2-0  Tchécoslovaquie
- Suède 1-0  Autriche

12 février
- États-Unis 1-0  Autriche
- Tchécoslovaquie 4-1  Suède

13 février
- États-Unis 2-1  Suède
- Tchécoslovaquie 2-1  Autriche

| Clt   | Équipe          | PJ | V | D | N | BP | BC | Diff | Pts |
| ----- | --------------- | -- | - | - | - | -- | -- | ---- | --- |
| +001, | États-Unis      | 3  | 3 | 0 | 0 | 5  | 1  | +4   | 6   |
| +002, | Tchécoslovaquie | 3  | 2 | 0 | 0 | 6  | 4  | +2   | 4   |
| +003, | Suède           | 3  | 1 | 2 | 0 | 3  | 6  | -3   | 2   |
| +004, | Autriche        | 3  | 0 | 3 | 0 | 1  | 4  | -3   | 0   |

- Qualifié pour la suite de la compétition

## Phase finale
Les scores entre les équipes qui se sont affrontées lors de la seconde phase sont conservés.
14 février
- Grande-Bretagne 5-0 Tchécoslovaquie

15 février
- Canada 7-0 Tchécoslovaquie
- Grande-Bretagne 0-0 États-Unis

16 février
- Canada 1-0 États-Unis

| Clt   | Équipe          | PJ | V | D | N | BP | BC | Diff | Pts |
| ----- | --------------- | -- | - | - | - | -- | -- | ---- | --- |
| +001, | Grande-Bretagne | 3  | 2 | 0 | 1 | 7  | 1  | +6   | 5   |
| +002, | Canada          | 3  | 2 | 1 | 0 | 9  | 2  | +7   | 4   |
| +003, | États-Unis      | 3  | 1 | 1 | 1 | 2  | 1  | +1   | 3   |
| +004, | Tchécoslovaquie | 3  | 0 | 3 | 0 | 0  | 14 | -14  | 0   |

- Champion olympique

La Grande-Bretagne remporte le titre olympique (et par la même occasion les titres mondial et européen) bien que composée par une majorité de joueurs nés en Angleterre mais formés au Canada.

### Classements
|                                     | Équipe          |
| ----------------------------------- | --------------- |
| Médaille d'or, Jeux olympiques      | Grande-Bretagne |
| Médaille d'argent, Jeux olympiques  | Canada          |
| Médaille de bronze, Jeux olympiques | États-Unis      |
| 4                                   | Tchécoslovaquie |
| 5                                   | Allemagne       |
| 6                                   | Suède           |
| 7                                   | Autriche        |
| 8                                   | Hongrie         |
| 9                                   | Pologne         |
| 10                                  | France          |
| 11                                  | Italie          |
| 12                                  | Japon           |
| 13                                  | Suisse          |
| 14                                  | Belgique        |
| 15                                  | Lettonie        |

|                                     | Équipe          |
| ----------------------------------- | --------------- |
| Médaille d'or, Jeux olympiques      | Grande-Bretagne |
| Médaille d'argent, Jeux olympiques  | Tchécoslovaquie |
| Médaille de bronze, Jeux olympiques | Allemagne       |
| 4                                   | Suède           |
| 5                                   | Autriche        |
| 6                                   | Hongrie         |
| 7                                   | Pologne         |
| 8                                   | France          |
| 9                                   | Italie          |
| 10                                  | Suisse          |
| 11                                  | Belgique        |
| 12                                  | Lettonie        |

## Médaillés
|  |